# Acrocladium cordifolium
Acrocladium cordifolium là một loài Rêu trong họ Amblystegiaceae. Loài này được (Hedw.) P.W. Richards & E.C. Wallace mô tả khoa học đầu tiên năm 1950.